# Доменико Берарди
Доменико Берарди (на италиански: Domenico Berardi) е италиански футболист, който играе като нападател за Сасуоло.

## Кариера

### Клубна кариера

#### Сасуоло
Берарди започва своята кариера в младежкия отбор на Сасуоло. Прави професионалния си дебют на 27 август 2012 г., пет дни по-късно отбелязва и първия си гол. На 2 септември 2013 г. Ювентус купува 50% от правата на Берарди за 4,5 милиона евро. Двата клуба постигат съгласие нападателят да играе като преотстъпен в Сасуоло през сезон 2013/2014. На 12 януари 2014 г. отбелязва 4 гола при победата на Сасуоло срещу Милан с 4-3, ставайки най-младия играч, отбелязал 4 гола в един мач в Серия А. На 6 май г. вкарва хеттрик на отбора на Фиорентина. 

## Успехи
Сасуоло
- Шампион на Серия Б (1): 2013/14